# Plaue
Plaue est une municipalité allemande de moins de 2 000 habitants située dans le land de Thuringe, dans l’arrondissement d'Ilm, au centre de l’Allemagne.